# FIRA-Nationenpokal 1965/66
Der FIRA-Nationenpokal 1965/66 (engl. FIRA Nations Cup) war ein Wettbewerb für europäische Nationalmannschaften in der Sportart Rugby Union. Es handelte sich um die sechste Ausgabe der vom Verband FIRA organisierten Rugby-Union-Europameisterschaft sowie um die erste Ausgabe unter diesem Namen. Nachdem zehn Jahre lang keine Europameisterschaft ausgetragen worden war, beschloss die FIRA an ihrer Hauptversammlung 1964 in Den Haag die Wiedereinführung in Form eines Rundenturniers. Beteiligt waren neun Mannschaften, die in zwei Divisionen eingeteilt waren. Den Europameistertitel gewann zum sechsten Mal Frankreich.

## Modus
Tabellenpunkte: Für einen Sieg gab es zwei Punkte, für ein Unentschieden einen Punkt, bei einer Niederlage null Punkte.
Spielpunkte: 3 Punkte für einen Versuch, 2 Punkte für eine Erhöhung, 3 Punkte für einen Strafstoß, 3 Punkte für ein Dropgoal, 3 Punkte für ein Goal from mark.

## Erste Division
|    | Land             | Spiele | Siege | Unent. | Ndlg. | Spiel- punkte | Diff. | Tabellen- punkte |
| -- | ---------------- | ------ | ----- | ------ | ----- | ------------- | ----- | ---------------- |
| 1. | Frankreich       | 4      | 4     | 0      | 0     | 73:21         | + 52  | 8                |
| 2. | Italien          | 4      | 2     | 1      | 1     | 17:24         | − 7   | 5                |
| 3. | Rumänien         | 4      | 1     | 1      | 2     | 21:28         | − 7   | 3                |
| 4. | Deutschland      | 4      | 1     | 1      | 2     | 42:26         | + 16  | 3                |
| 5. | Tschechoslowakei | 4      | 0     | 1      | 3     | 27:81         | − 54  | 1                |

| 17. Oktober 1965 | Deutschland | 25 : 6 | Tschechoslowakei | Michelstadt |
| 17. Oktober 1965 |             |        |                  | Michelstadt |

| 14. November 1965 | Deutschland | 8 : 9 | Rumänien | Stadion am Bischofsholer Damm, Hannover |
| 14. November 1965 |             |       |          | Stadion am Bischofsholer Damm, Hannover |

| 28. November 1965 | Frankreich | 8 : 3 | Rumänien | Stade de Gerland, Lyon |
| 28. November 1965 |            |       |          | Stade de Gerland, Lyon |

| 8. Dezember 1965 | Italien | 11 : 0 | Tschechoslowakei | Stadio Carlo Montano, Livorno |
| 8. Dezember 1965 |         |        |                  | Stadio Carlo Montano, Livorno |

| 9. April 1966 | Italien | 0 : 21 | Frankreich | Neapel |
| 9. April 1966 |         |        |            | Neapel |

| 10. April 1966 | Frankreich A | 8 : 6 | Deutschland | Chalon-sur-Saône |
| 10. April 1966 |              |       |             | Chalon-sur-Saône |

| 8. Mai 1966 | Tschechoslowakei | 12 : 36 | Frankreich A | Prag |
| 8. Mai 1966 |                  |         |              | Prag |

| 29. Mai 1966 | Tschechoslowakei | 9 : 9 | Rumänien | Prag |
| 29. Mai 1966 |                  |       |          | Prag |

| 30. Oktober 1966 | Deutschland | 3 : 3 | Italien | SC Siemensstadt, Berlin |
| 30. Oktober 1966 |             |       |         | SC Siemensstadt, Berlin |

| 6. November 1966 | Italien | 3 : 0 | Rumänien | Stadio Tommaso Fattori, L’Aquila |
| 6. November 1966 |         |       |          | Stadio Tommaso Fattori, L’Aquila |

## Zweite Division
Halbfinale
| 27. März 1966 | Belgien | 9 : 3 | Niederlande | Heysel-Stadion (Annex), Brüssel |
| 27. März 1966 |         |       |             | Heysel-Stadion (Annex), Brüssel |

| 27. März 1966 | Spanien | 3 : 9 | Portugal | Estadio Nacional Universidad Complutense, Madrid |
| 27. März 1966 |         |       |          | Estadio Nacional Universidad Complutense, Madrid |

Finale
| 24. April 1966 | Belgien | 3 : 3 | Portugal | Heysel-Stadion (Annex), Brüssel |
| 24. April 1966 |         |       |          | Heysel-Stadion (Annex), Brüssel |